# Schoepfia pringlei
Schoepfia pringlei là một loài thực vật có hoa trong họ Schoepfiaceae. Loài này được B.L. Rob. miêu tả khoa học đầu tiên năm 1907.